# Justin Lhérisson
Pour les articles homonymes, voir Lhérisson.
Justin Lhérisson est un avocat, journaliste et lodyanseur haïtien né à Port-au-Prince le 10 février 1873 et mort le 15 novembre 1907. Il est considéré comme le premier à avoir retranscrit des lodyans par écrit. Il est notamment connu pour avoir écrit les paroles de l'hymne national haïtien, La Dessalinienne.

## Biographie
Alexis Michel Justin Lhérisson naît le 10 février 1873 à Port-au-Prince dans une petite et modeste famille.
Dans sa très courte vie, 34 ans, il n’a donc pas eu le temps de publier de nombreux ouvrages. Par contre il eut le temps de s’illustrer dans le journalisme, à une époque, ce temps des baïonnettes, où il ne faisait pas bon pour ceux qui écrivaient de toucher à la politique. Pourtant c’est dans le journalisme politique qu’il fit sa marque.
Il devient journaliste dès l'âge de 16 ans et patron de presse dix ans plus tard. Il crée alors le quotidien Le Soir, dans lequel il publie, à partir 1899, les premiers lodyans écrits, avec la complicité de Fernand Hibbert. Il a ainsi amplement contribué à la perpétuation de cet art littéraire typiquement haïtien, proche du conte, qui était jusqu'alors un art oral. 
En 1903, il compose La Dessalinienne. Ce poème est ensuite adopté comme l'hymne national d'Haïti. Pour le Centenaire de l’indépendance, un concours avait été lancé pour la composition des paroles et de la musique de ce qui allait devenir l’hymne national d’Haïti. Justin Lhérisson participa à ce concours avec ce poème dans le goût de l'époque et fut choisi, pour les paroles (avec Nicolas Geffrard, pour la musique).
Alors qu'il meurt prématurément à l'âge de 35 ans en 1907, son quotidien continue de publier des lodyans jusqu'en 1908.
L'écrivain Georges Anglade, qui a théorisé les lodyans dans les années 1990-2000, le considère comme le « maître » des lodyans.

## Publications

### Recueils de poésie
- La dessalinienne
- Myrtha (1892)
- Les Chants de l’aurore (1893)
- Passe-Temps (1893)

### Romans
- La Famille des Pitite-Caille (Les fortunes de chez nous), Port-au-Prince : Héraux, 1905 ; rééd. Paris: Firmin-Didot, 1929 ; Port-au-Prince : Imprimerie des Antilles, 1963 ; Port-au-Prince : Presses Nationales d’Haïti, 2005.
- Zoune chez sa ninnaine, Port-au-Prince : A.A. Héraux, 1906 ; rééd. Port-au-Prince : Imprimerie Dorsinville, 1953 ; Port-au-Prince: Presses Nationales d’Haïti, 2005[3].